# Jorge de Vasconcelos Safe
Jorge de Vasconcelos Safe foi um político brasileiro do estado de Minas Gerais. Atuou como deputado estadual em Minas Gerais na 2ª e na 3ª legislatura como suplente.